# دائرة المتفق
دَائِرَةُ المُتَّفِقِ هي الدائرة العروضية الخامسة، وهي تضمّ بَحْرَيْن خليلية، هما: المُتَقَارِب والمُتَدَارَك، وهي لا تتضمّن أيّ بحر مهمل.

## سبب التسمية
سُمّيت هذه الدائرة بهذا الاسم لأنّ أجزاءها مُتَّفِقَةٌ، فهي كلّها خماسيّة، أي أنّها تتألّف من تفعيلات خماسيّة متكرّرة، وهي: فُعُولُنْ وفَاعِلُنْ.

## طريقة فكّ الدائرة
- إذا ابتدأت من الوتد الأول (أي //ه) إلى إتمام الدائرة (عكس عقارب الساعة)، تتحصل على تفعيلات شطر بحر المتقارب، وهي: فَعُولُنْ فَعُولُنْ فَعُولُنْ فَعُولُنْ، فيكون بذلك وزن البحر:

- إذا ابتدأت من السبب الأول (أي /ه) إلى إتمام الدائرة (عكس عقارب الساعة)، تتحصل على تفعيلات شطر بحر المتدارك، وهي: فَاعِلُنْ فَاعِلُنْ فَاعِلُنْ فَاعِلُنْ، فيكون بذلك وزن البحر: